# Двадцать четвёртое правительство Израиля
Двадцать четвертое правительство Израиля (ивр. ממשלת ישראל העשרים וארבע‎) было сформировано лидером блока «Ликуд» Ицхаком Шамиром 11 июня 1990 года. Шамир сумел сформировать правительство после провала попытки формирования правительства, предпринятой лидером блока «Маарах» Шимоном Пересом.
Правительство было коалиционным, в правящую коалицию входили блок «Ликуд», МАФДАЛ, «ШАС», «Агудат Исраэль», «Дегель ха-Тора», Новая либеральная партия, «Техия», «Цомет», «Моледет», Объединение  за мир и иммиграцию и «Гейлат Исраэль», которые располагали в общей сложности 62 из 120 мест в Кнессете. Ряд авторов (в том числе политолог Клайв Джонс и историки Ави Шлаим и Бенни Моррис) называли впоследствии 24-е правительство Израиля самым правым в истории этой страны.
Партии «Техия», «Цомет» и «Моледет» вышли из коалиции в конце 1991 — начале 1992 года в знак протеста против участия Шамира в Мадридской конференции, но правительство оставалось у власти до тех пор, пока Ицхак Рабин не сформировал двадцать пятое правительство после победы партии «Авода» на выборах в кнессет 1992 года.

## Состав правительства
| Должность                                            | Имя, фамилия                                    | Партийная принадлежность        |
| ---------------------------------------------------- | ----------------------------------------------- | ------------------------------- |
| Премьер-министр                                      | Ицхак Шамир                                     | Ликуд                           |
| Заместитель премьер-министра                         | Давид Леви                                      | Ликуд                           |
| Заместитель премьер-министра                         | Моше Ниссим                                     | Ликуд                           |
| Министр сельского хозяйства                          | Рафаэль Эйтан (до 31 декабря 1991)              | Цомет                           |
| Министр связи                                        | Рафаэль Пинхаси                                 | ШАС                             |
| Министр обороны                                      | Моше Аренс                                      | Ликуд                           |
| Министр экономики и планирования                     | Давид Маген                                     | Ликуд                           |
| Министр образования и культуры                       | Зевулон Хаммер                                  | МАФДАЛ                          |
| Министр энергетики и инфраструктуры                  | Юваль Неэман (до 21 января 1992)                | Не был депутатом Кнессета1      |
| Министр охраны окружающей среды                      | Ицхак Шамир                                     | Ликуд                           |
| Министр финансов                                     | Ицхак Модаи                                     | Ликуд                           |
| Министр иностранных дел                              | Давид Леви                                      | Ликуд                           |
| Министр здравоохранения                              | Эхуд Ольмерт                                    | Ликуд                           |
| Министр строительства                                | Ариэль Шарон                                    | Ликуд                           |
| Министр абсорбции                                    | Ицхак Перец                                     | ШАС                             |
| Министр торговли и промышленности                    | Моше Ниссим                                     | Ликуд                           |
| Министр внутренних дел                               | Арье Дери                                       | Не был депутатом Кнессета2      |
| Министр по делам Иерусалима                          | Ицхак Шамир (с 27 ноября 1990)                  | Ликуд                           |
| Министр юстиции                                      | Дан Меридор                                     | Ликуд                           |
| Министр труда и социального обеспечения              | Ицхак Шамир                                     | Ликуд                           |
| Министр внутренней безопасности                      | Рони Мило                                       | Ликуд                           |
| Министр по делам религий                             | Авнер Шаки                                      | МАФДАЛ                          |
| Министр науки и развития                             | Юваль Неэман (до 21 января 1990)                | Не был депутатом Кнессета1      |
| Министр туризма                                      | Гидеон Патт                                     | Ликуд                           |
| Министр транспорта                                   | Моше Кацав                                      | Ликуд                           |
| Министр без портфеля                                 | Рехавам Зеэви (5 февраля 1991 — 12 января 1992) | Моледет                         |
| Заместитель министра кабинета премьер-министра       | Игаль Биби (2 августа −20 ноября 1990)          | МАФДАЛ                          |
| Заместитель министра кабинета премьер-министра       | Шмуэль Хальперт (19 ноября 1990 — 8 июня 1991)  | Агудат Исраэль                  |
| Заместитель министра кабинета премьер-министра       | Биньямин Нетаньяху (с 11 ноября 1991)           | Ликуд                           |
| Заместитель министра связи                           | Эфраим Гур (2 июля — 20 ноября 1990)            | Объединение за мир и иммиграцию |
| Заместитель министра обороны                         | Овадия Эли                                      | Ликуд                           |
| Заместитель министра образования и культуры          | Пинхас Голдштейн (с 20 ноября 1990)             | Новая либеральная партия        |
| Заместитель министра защиты окружающей среды         | Игаль Биби (с 20 ноября 1990)                   | МАФДАЛ                          |
| Заместитель министра финансов                        | Йозеф Азран (со 2 июля 1990)                    | Маарах                          |
| Заместитель министра иностранных дел                 | Биньямин Нетаньяху (до 11 ноября 1991)          | Ликуд                           |
| Заместитель министра здравоохранения                 | Элиэзер Мизрахи                                 | Агудат Исраэль, Гейлат Исраэль  |
| Заместитель министра строительства                   | Авраам Равиц                                    | Агудат Исраэль                  |
| Заместитель министра по делам Иерусалима             | Авраам Вердигер (с 27 ноября 1990)              | Агудат Исраэль                  |
| Заместитель министра труда и социального обеспечения | Менахем Поруш (с 19 ноября 1990)                | Агудат Исраэль                  |
| Заместитель министра труда и социального обеспечения | Шмуэль Хальперт (с 8 июня 1991)                 | Агудат Исраэль                  |
| Заместитель министра по делам религий                | Моше Гафни (с 23 июля 1990)                     | Дегель ха-Тора                  |
| Заместитель министра науки и технологий              | Геула Коэн (до 31 октября 1991)                 | Техия                           |
| Заместитель министра транспорта                      | Пинхас Голдштейн (2 июля — 20 ноября 1990)      | Новая либеральная партия        |

1Хотя Неэман не был депутатом Кнессета в тот момент, он являлся членом партии Техия.
2Хотя Дери не был депутатом Кнессета в тот момент, он являлся членом партии ШАС.